# Calma apparente
A Calma apparente (magyarul: Látszólagos nyugalom) Eros Ramazzotti 10. stúdióalbuma, ami 2005. október 27-én jelent meg. Az album megjelenését követően nem sokkal Olaszországban 7-szeres platinalemez, Svájcban platinalemez lett.

## Az album dalai
1. La nostra vita
2. L'Equilibrista
3. Bambino nel tempo
4. Tu sei
5. Solarità
6. Sta passando novembre
7. Una nuova età
8. Nomadi d'amore
9. Non è amore
10. L'ultimo metro
11. I Belong to You (Il ritmo della passione) feat. Anastacia
12. Beata solitudine
13. Calma apparente